# Петро Акерович
Петро Акерович (?—?) — руський архієпископ. Згадується в джерелах як учасник Першого Ліонського собору (1245). Розповів присутнім клірикам про монгольську навалу на Русь.
Точне походження і приналежність невідомі. Дослідники Степан Томашівський та Володимир Пашуто ототожнювали його із ігуменом Спаса на Берестові, згадуваним Лаврентіївським літописом, ставлеником чернігівського князя Михайла Всеволодича. Олексій Толочко вважав його ієрархом-ставлеником володимирського князя Ярослава Всеволодича, а Ігор Паславський — єпископом Галича, якого князь Данило Галицький вислав до Ліона.

## Біографія
З 1230 року — ігумен Київського монастиря Спаса на Берестові, співучасник єпископських хіротоній у Соборі Святої Софії, імовірний автор Київського літописного зведення 1238 p.
1240 року — висвячений на єпископа. Після зруйнування Києва ханом Батиєм та зникненням митрополита Київського Йосифа, Київська Митрополія залишилась без духовної опіки.
У 1240–1245 роках йшла боротьба за Київ між князями Данилом Романовичем та Михайлом Чернігівським. Петро Акерович був обраний Київським митрополитом замість Йосифа з санкції князя Михайла після його повернення до Києва. Був митрополитом Київським у 1242–1246 роках. За тих тяжких умов він не отримав затвердження у патріарха, тим більше, що в той час Константинополь був захоплений хрестоносцями, й там перебував Латинський Константинопольський патріарх.
В той же час Данило Галицький висунув свого кандидата на митрополита Київського — Холмського єпископа Кирила.
Влітку 1245 року Петро Акерович, як «Архієпископ Руський», узяв участь у Першому Ліонському соборі. На соборі він розповів його учасникам, зокрема Папі Римському Інокентію IV про погром Русі татарами і застеріг західно-європейське суспільство перед грізною небезпекою з боку татар. Метою його візиту був пошук допомоги для порятунку від татарської навали Галицької, Волинської та Київської земель. Після його повідомлення Папа вислав на Русь та в Орду свого легата Джованні Да Плано Карпіні.
Згодом князя Михайла вбили за наказом хана Батия, а митрополита Петра було вигнано з Києва. Русь знаходилася під владою монголів, які віддали Київ князю Ярославові Всеволодовичу.
Подальша доля невідома.